# Xabaras
Xabaras è un personaggio dei fumetti creato da Tiziano Sclavi. Fa parte dell'universo narrativo di Dylan Dog, edito da Sergio Bonelli Editore nel 1986.

## Personaggio
Xabaras è il principale antagonista del fumetto bonelliano, anche se con gli anni è andato apparendo sempre meno. Nonostante tutto Xabaras non ha sempre avuto questo nome. Il suo vero nome è Dylan e mentre solcava gli oceani su un galeone inglese nel 1686 con la moglie Morgana e il figlio Dylan junior (il futuro indagatore dell'incubo) riesce a catturare uno sconosciuto mollusco marino il cui corpo dovrebbe contenere l'ultimo ingrediente per le sue ricerche; il siero dell'immortalità. Dylan senior arriva così ad ultimare il siero nonché suo antidoto. Morgana pretende di essere la prima a sperimentare il siero per far sì che, in caso qualcosa vada storto, suo marito possa riportare a casa il loro figlioletto. Dylan le inietta il siero e l'antidoto, che fanno effetto. Felice, l'uomo inietta il siero anche su sé stesso, ma non fa in tempo ad assumere anche l'antidoto che scoppia un ammutinamento da parte dell'equipaggio. Il comandante della nave spara e uccide Dylan senior, che però resuscita come zombi che inizia a mordere ed uccidere gli ammutinati. Morgana per fermarlo gli inietta l'antidoto, che però non funziona del tutto, infatti doveva essere assunto da vivi per fare effetto, ma nonostante ciò l'uomo recupera parte della coscienza di sé. A rimettere ordine, sorprendentemente, ci pensa proprio il mollusco marino: egli si scopre essere un demone acquatico (in futuro assumerà il nome di Gatto magico Cagliostro) che decide di punire lo scienziato per la sua ambizione di immortalità. Dylan senior viene sdoppiato: la sua parte buona viene condannata a vivere per 666 anni in esilio su un asteroide con la sola compagnia di una specie di folletto chiamato Fric, mentre la sua parte malvagia diventa un'incarnazione del demone Abraxas e rimane sulla Terra. Essa, che assumerà il nome di Xabaras (anagramma di Abraxas), torna a Londra. Qui decide di liberarsi di Morgana e del piccolo Dylan per poter dedicarsi indisturbato alla continuazione delle sue ricerche sull'immortalità.
Xabaras compare sin dal numero 1 (L'alba dei morti viventi), impegnando Dylan in una feroce lotta e fuga da uno stuolo di zombi da lui creati per mezzo di un siero (idea presa dal film Re-Animator (1985) di Stuart Gordon, a sua volta versione di una storia di H.P. Lovecraft, con tanto di siero verde) con la pretesa di donare la vita eterna. Un difetto del siero (anche questo come nel Re-Animator di Gordon) per Xabaras intollerabile, è che i ritornanti perdono ogni forma di intelligenza, trasformandosi in pure belve assetate di sangue (citando anche Dawn of the Dead (1978) di George Romero, che infatti è conosciuto in italiano anche come L'alba dei morti, traduzione semi-letterale del titolo originale).
Il desiderio di mantenere intatte le funzioni mentali dei ritornanti sembra avere successo negli albi 241 (Xabaras) e 242 (In nome del padre), che contengono una storia in due episodi (eccezionalmente a colori) scritta per festeggiare il ventesimo anno della collana Dylan Dog (ottobre 1986-ottobre 2006). In quest'occasione Xabaras intende iniettare il siero a Dylan per poi costringere l'indagatore a iniettarglielo per salvargli la vita, dopo essersi sparato in pieno petto. Dylan, nel suo rapporto ambiguo e conflittuale con la parte malvagia del padre, non può fare a meno di salvarlo e Xabaras risorge convinto di essere ormai immortale, salvo accorgersi che non prova più niente: né fame, né sete, né dolore, né piacere. Afflitto dalla presa di coscienza che una tale vita/non vita sia insopportabile e inutile, tenta il suicidio per mano, anzi per bocca, degli zombie stupidi da lui stesso creati. Viene salvato in tempo da Dylan, che intende sottoporsi al "trattamento" di Xabaras. Quest'ultimo capisce di aver sbagliato tutto e, dopo aver salutato suo figlio per l'ultima volta, si uccide sparandosi alla testa.
Il personaggio pare morire definitivamente, anche se una fine alternativa per Xabaras è narrata nel n. 100 della collana di Dylan Dog. Lì, Xabaras si ricongiunge con la sua parte buona e con la moglie, la madre di Dylan, Morgana passa di nuovo oltre un varco dimensionale lasciando Dylan a quella che dovrebbe essere la sua nuova vita senza né dubbi né incubi.
Xabaras appare anche nell'albo n. 57 Ritorno al crepuscolo con cui ingaggia un combattimento in una specie di incubo della zona del crepuscolo.
Xabaras viene citato anche nel semestrale "Dylan Dog Color Fest" nelle storie inedite "I giorni oscuri" e "Addio, Groucho" e anche nell'albo n. 18 (il remake a colori di tre storie di Dylan Dog tra cui la prima "L'alba dei morti viventi").

## Apparizioni
- Dylan Dog n. 1 "L'alba dei morti viventi"
- Dylan Dog n. 5 "Gli uccisori" (menzionato)
- Dylan Dog n. 25 "Morgana"
- Dylan Dog n. 29 "Quando la città Dorme"
- Dylan Dog n. 43 "Storia di Nessuno"
- Dylan Dog n. 57 "Ritorno al Crepuscolo"
- Dylan Dog n. 100 "La Storia di Dylan Dog"
- Dylan Dog n. 138 “Cattivi pensieri”
- Dylan Dog n. 151 "Il Lago nel Cielo"
- Dylan Dog n. 200 "Il numero Duecento"
- Dylan Dog n. 210 "Il Pifferaio Magico"
- Dylan Dog n. 228 "Oltre quella Porta"
- Dylan Dog n. 241 "Xabaras!"
- Dylan Dog n. 242 "In nome del Padre"
- Dylan Dog n. 300 "Ritratto di Famiglia"
- Dylan Dog n. 346 "...e cenere tornerai!" (menzionato)
- Dylan Dog n. 361 "Mater Dolorosa"
- Dylan Dog n. 400 "E ora, l'apocalisse!"
- Dylan Dog n. 401 "L'alba nera"
- Dylan Dog n. 402 "Il tramonto rosso"
- Dylan Dog Speciale n. 1 "Il Club dell'Orrore"
- Dylan Dog Speciale n. 7 "Sogni"
- Dylan Dog Speciale n. 18 "La Scelta"
- Dylan Dog Speciale n. 19 "La Peste"
- Dylan Dog Color Fest n. 10
- Dylan Dog Color Fest n. 18
- Dylan Dog Gigante n. 13 "Il Senza Nome"
- Maxi Dylan Dog - Old Boy n. 35 (copertina)